# Trường Teen
Trường Teen là một cuộc thi tranh biện dành cho học sinh trung học phổ thông do Đài Truyền hình Việt Nam sản xuất, phát sóng trên kênh VTV7 từ năm 2016. Mỗi chương trình đề cập đến một chủ đề khác nhau, xoay quanh gia đình, trường học và cuộc sống, qua đó các học sinh có thể bày tỏ suy nghĩ, quan điểm của bản thân về những vấn đề trong xã hội.
Một phiên bản tiếng Anh của Trường Teen mang tên The Debaters, do VTV7 hợp tác sản xuất với Hệ thống trường Anh ngữ RES, bắt đầu phát sóng từ tháng 12 năm 2019.

## Luật chơi

### Mùa 1
Hai đội chơi, được gọi là Ủng hộ và Phản đối, sẽ tham gia tranh luận cho một kiến nghị được đưa ra (mỗi đội gồm ba thành viên đến từ cùng trường hoặc nhiều trường khác nhau). Có tổng cộng ba lượt tranh biện: lượt 1 trong 3 phút, lượt 2 trong 3 phút và lượt 3 trong 4 phút (không có lượt phản hồi). Trong lượt nói, đối phương có quyền đặt câu hỏi bằng cách giơ tay và bên trình bày phải trả lời ngay lập tức hoặc trả lời ở cuối phần tranh biện; mỗi câu hỏi chỉ được kéo dài tối đa 15 giây. Sau khi kết thúc cả ba lượt, giám khảo sẽ đưa ra nhận xét và lựa chọn bên chiến thắng.

### Mùa 2 đến mùa 5 và phiên bảnThe Debaters
Nội dung gần giống mùa 1, tuy nhiên thành phần đội chơi chỉ có ba thành viên đến từ cùng một trường, và hai trường đối đầu với nhau trong mỗi trận đấu. Có tổng cộng 4 lượt tranh biện: lượt 1 trong 3 phút, lượt 2 và lượt 3 trong 4 phút và lượt phản hồi trong 2 phút. Ở lượt 2 và 3, bên đối phương có quyền đặt câu hỏi bằng cách bấm chuông và có 1 phút để đặt câu hỏi (bên trình bày có quyền từ chối câu hỏi). Khi mỗi phần tranh biện kết thúc, huấn luyện viên sẽ giúp các đội xây dựng và hoàn thiện luận điểm của từng đội, đồng thời giúp củng cố kỹ năng tranh biện của các học sinh, cuối cùng là cho điểm phần thi theo từng vòng (mỗi giám khảo tương ứng 10 điểm cho 3 lượt chính và 5 điểm cho lượt phản hồi). Riêng ở lượt phản hồi sẽ không có phần nhận xét và cho điểm trực tiếp.
Sau trận đấu, đội có số điểm cao hơn sẽ giành chiến thắng và đi tiếp vào vòng trong, còn đội thua sẽ bị loại. Đối với vòng loại 1/14, 1 trong 7 đội thua sẽ được ban giám khảo trao vé vớt dựa trên kĩ năng.

### Mùa 6 và 7
- Vòng casting: 36 đội lần lượt thi đấu với nhau, mỗi trận gồm 2 đội. Sau mỗi vòng đấu, các huấn luyện viên sẽ nhận xét và chọn đội cho nhà của mình. Trong trường hợp 1 đội được sự lựa chọn của trên 2 huấn luyện viên, đội đó có quyền được chọn về một nhà mà mình yêu thích. Sau vòng casting, mỗi nhà sẽ có 4 đội cho mình để vào vòng đấu chính thức.
- Vòng đấu chính thức: 12 đội tham gia được 3 HLV lựa chọn thành 3 nhóm. HLV mỗi nhóm tự chia 3 cặp đối đầu và lựa chọn đội nào sẽ đi tiếp. Hình thức cho điểm và tặng like ở các mùa trước không được sử dụng ở vòng 12 đội. 6 đội chiến thắng tiếp tục thi đấu lựa chọn 3 đội xuất sắc cùng một đội được cứu đi vào vòng Bán kết.
- Vòng Tứ kết: Hình thức cho điểm qua từng vòng được sử dụng trở lại, với 20 điểm được cho bởi 2 giám khảo là trưởng ban cố vấn Đỗ Hoàng Long và huấn luyện viên không có đội thi tham gia trận thi đấu đó; 10 điểm còn lại được cho bởi nhóm cựu thí sinh Trường Teen bằng hình thức bỏ phiếu sau mỗi lượt tranh biện (đội có sự đồng thuận của 5/9 thành viên sẽ có điểm), ở lượt phản hồi mỗi giám khảo được cho tối đa 5 điểm. Đội có điểm cao hơn trong mỗi trận sẽ giành chiến thắng và một trong ba đội không giành chiến thắng sẽ được bổ sung vé vớt theo quyết định của ban chuyên môn.
- Vòng Bán kết: Hình thức cho điểm cũng giống như vòng Tứ kết, chỉ khác ở giám khảo thứ hai là chuyên gia tranh biện Vũ Anh Tuấn, và số thành viên bỏ phiếu trong nhóm cựu thí sinh giảm xuống còn 7 (đội có sự đồng thuận của 4/7 thành viên sẽ có điểm).
- Vòng Chung kết: Hình thức cho điểm là 20 điểm từ 3 giám khảo (Simon Trấn Vũ và hai thành viên ban chuyên môn (Đỗ Hoàng Long và Lê Quang, thống nhất cho điểm)) và 10 điểm còn lại từ 7 cựu thí sinh Trường Teen. Hình thức cho điểm đối với lượt phản hồi giống như hai vòng trước.

## Giám khảo
Chú thích:
     Giám khảo cố định (tham gia suốt mùa hoặc từ hai vòng trở lên trong một mùa)
     Giám khảo cố định (chỉ tham gia trong một vòng của mùa)
     Giám khảo khách mời
     Huấn luyện viên (mùa 6, 7)
| Giám khảo                                       | Mùa của Trường Teen | Mùa của Trường Teen | Mùa của Trường Teen | Mùa của Trường Teen | Mùa của Trường Teen | Mùa của Trường Teen | Mùa của Trường Teen | Mùa của The Debater | Mùa của The Debater | Mùa của The Debater |
| Giám khảo                                       | 1                   | 2                   | 3                   | 4                   | 5                   | 6                   | 7                   | 1                   | 2                   | 3                   |
| ----------------------------------------------- | ------------------- | ------------------- | ------------------- | ------------------- | ------------------- | ------------------- | ------------------- | ------------------- | ------------------- | ------------------- |
| La Gia Long                                     |                     |                     |                     |                     |                     |                     |                     |                     |                     |                     |
| Moji                                            |                     |                     |                     |                     |                     |                     |                     |                     |                     |                     |
| Đàm Minh Khôi                                   |                     |                     |                     |                     |                     |                     |                     |                     |                     |                     |
| Nguyễn Ngọc Tú Uyên                             |                     |                     |                     |                     |                     |                     |                     |                     |                     |                     |
| Ts. Nguyễn Chí Hiếu                             |                     |                     |                     |                     |                     |                     |                     |                     |                     |                     |
| Steward Utley                                   |                     |                     |                     |                     |                     |                     |                     |                     |                     |                     |
| Đỗ Hoàng Long                                   |                     |                     |                     |                     |                     |                     |                     |                     |                     |                     |
| Rho Hyewon                                      |                     |                     |                     |                     |                     |                     |                     |                     |                     |                     |
| Vũ Anh Tuấn                                     |                     |                     |                     |                     |                     |                     |                     |                     |                     |                     |
| Phương Uyên - Hoàng Minh                        |                     |                     |                     |                     |                     |                     |                     |                     |                     |                     |
| Nhà báo Chu Minh Vũ                             |                     |                     |                     |                     |                     |                     |                     |                     |                     |                     |
| Walter Yeo                                      |                     |                     |                     |                     |                     |                     |                     |                     |                     |                     |
| Trần Hồng Quang                                 |                     |                     |                     |                     |                     |                     |                     |                     |                     |                     |
| Evan O'Donahoe'                                 |                     |                     |                     |                     |                     |                     |                     |                     |                     |                     |
| Seokho Daniel Yoon                              |                     |                     |                     |                     |                     |                     |                     |                     |                     |                     |
| Ngoài ra còn có một số giám khảo khách mời khác |                     |                     |                     |                     |                     |                     |                     |                     |                     |                     |

## Tóm tắt các trận đấu
Chú thích:
     Đội chiến thắng trận đấu và trực tiếp lọt vào vòng trong
     Đội được cứu nhờ sự lựa chọn của ban giám khảo
     Đội chiến thắng trận đấu nhưng quyết định rút lui sau đó
     Đội chiến thắng trong mùa giải

### Phiên bản Trường Teen

#### Mùa 2 (2017)
| Vòng           | Tập | Ngày phát sóng | Kiến nghị                                                                                          | Đội Ủng hộ                             | Đội Phản đối                     |
| -------------- | --- | -------------- | -------------------------------------------------------------------------------------------------- | -------------------------------------- | -------------------------------- |
| Vòng loại 1/14 | 1   | 2/7/2017       | Cho phép học sinh sử dụng thiết bị điện tử trong lớp học                                           | THPT Kim Liên - Hà Nội                 | THPT Chuyên Ngoại Ngữ - Hà Nội   |
| Vòng loại 1/14 | 2   | 9/7/2017       | Nên quy định giờ vệ sinh môi trường đối với học sinh                                               | THPT Nhân Chính - Hà Nội               | THPT TH School                   |
| Vòng loại 1/14 | 3   | 16/7/2017      | Học sinh THPT có quyền tham gia tiết học nào tùy ý thích                                           | THPT Chuyên Nguyễn Trãi - Hải Dương    | THPT Chuyên ĐH Sư phạm - Hà Nội  |
| Vòng loại 1/14 | 4   | 23/7/2017      | Nên ủng hộ cách nuôi dạy con của mẹ hổ                                                             | THPT Chuyên Trần Phú - Hải Phòng       | THPT Chuyên Hùng Vương - Phú Thọ |
| Vòng loại 1/14 | 5   | 30/7/2017      | Nên có nội quy sử dụng mạng xã hội cho học sinh                                                    | THPT Chuyên Nguyễn Tất Thành - Yên Bái | THPT Chuyên Hà Nội - Amsterdam   |
| Vòng loại 1/14 | 6   | 6/8/2017       | Các học sinh xuất sắc cần được giảng dạy riêng                                                     | THPT Long Thới - TP.HCM                | THPT Chu Văn An - Hà Nội         |
| Vòng loại 1/14 | 7   | 13/8/2017      | Chúng tôi ủng hộ trường học đơn giới                                                               | THPT Nguyễn Thị Minh Khai - Hà Nội     | THPT Thăng Long - Hà Nội         |
| Tứ kết         | 8   | 20/8/2017      | Khách du lịch làm tổn thương trái đất                                                              | THPT Thăng Long - Hà Nội               | THPT Chuyên Hùng Vương - Phú Thọ |
| Tứ kết         | 9   | 27/8/2017      | Máy tính kiểm soát cuộc sống của chúng ta                                                          | THPT Chuyên Nguyễn Trãi - Hải Dương    | THPT Chuyên Ngoại Ngữ - Hà Nội   |
| Tứ kết         | 10  | 3/9/2017       | Tất cả các nam sinh đều phải tham gia nghĩa vụ quân sự                                             | THPT Nhân Chính - Hà Nội               | THPT Chuyên Hà Nội - Amsterdam   |
| Tứ kết         | 11  | 10/9/2017      | Nên phán xét người nổi tiếng khắt khe hơn người bình thường                                        | THPT TH School                         | THPT Long Thới - TP.HCM          |
| Bán kết        | 12  | 17/9/2017      | Không quan trọng bạn thắng hay thua mà quan trọng là cách bạn chơi                                 | THPT Chuyên Hà Nội - Amsterdam         | THPT Chuyên Ngoại Ngữ - Hà Nội   |
| Bán kết        | 13  | 24/9/2017      | Nên khuyến khích khởi nghiệp đối với giới trẻ                                                      | THPT TH School                         | THPT Chuyên Hùng Vương - Phú Thọ |
| Chung kết      | 14  | 8/10/2017      | Chúng tôi phản đối việc cho rằng: Du học mang lại cho các bạn cơ hội tiếp cận nền giáo dục tốt hơn | THPT Chuyên Hà Nội - Amsterdam         | THPT TH School                   |

#### Mùa 3 (2018)
| Vòng           | Tập | Ngày phát sóng | Kiến nghị | Đội Ủng hộ                           | Đội Phản đối                        |
| -------------- | --- | -------------- | --- | ------------------------------------ | ----------------------------------- |
| Vòng loại 1/14 | 1   | 8/7/2018       | Chúng tôi phản đối việc lựa chọn học sinh dựa trên đặc quyền về hoàn cảnh                                                                                            | THPT Chuyên Trần Phú - Hải Phòng     | THPT Chuyên Hà Nội - Amsterdam      |
| Vòng loại 1/14 | 2   | 15/7/2018      | Chúng tôi phản đối việc xây dựng Cửu Trùng Đài | THPT Chuyên Nguyễn Trãi - Hải Dương  | THPT Chuyên Hùng Vương - Phú Thọ    |
| Vòng loại 1/14 | 3   | 22/7/2018      | Chúng tôi phản đối việc truyền tải những hình mẫu nhân vật công chúa trong các câu chuyện cổ tích như: Bạch Tuyết - Lọ Lem - Công chúa ngủ trong rừng đối với trẻ em | THPT Chuyên ĐH Sư phạm - Hà Nội      | THPT Chuyên Quốc học Huế            |
| Vòng loại 1/14 | 4   | 29/7/2018      | Chúng tôi khuyến khích con cái phản ánh cách dạy dỗ của cha mẹ trên mạng xã hội                                                                                      | Phổ thông Năng khiếu - ĐHQG - TP.HCM | THPT Chu Văn An - Hà Nội            |
| Vòng loại 1/14 | 5   | 5/8/2018       | Nên ưu tiên phát triển công nghệ tái chế và xử lí rác thải từ nhựa thay cho việc vận động sử dụng nguyên liệu thay thế                                               | THPT Chuyên Nguyễn Huệ - Hà Nội      | THPT Marie Curie - Hà Nội           |
| Vòng loại 1/14 | 6   | 12/8/2018      | Chúng tôi sẽ phát động phong trào #Metoo dành cho bệnh trầm cảm | THPT Quang Trung - Đống Đa - Hà Nội  | THPT Chuyên Ngoại Ngữ - Hà Nội      |
| Vòng loại 1/14 | 7   | 19/8/2018      | Chúng tôi tin rằng người hâm mộ Việt Nam đang gây ra ảnh hưởng tiêu cực đến thần tượng của họ                                                                        | THPT Chuyên Sơn La                   | THPT Quảng Xương I - Thanh Hóa      |
| Tứ kết         | 8   | 26/8/2018      | Chúng tôi, những người ủng hộ phong trào nữ quyền, phản đối hình tượng nhân vật người đàn bà làng chài trong tác phẩm "Chiếc thuyền ngoài xa" (Nguyễn Minh Châu)     | THPT Chuyên Hùng Vương - Phú Thọ     | THPT Chu Văn An - Hà Nội            |
| Tứ kết         | 9   | 2/9/2019       | Chúng tôi không cho phép các công ty phần mềm liên lạc mã hóa dữ liệu người dùng                                                                                     | THPT Chuyên Trần Phú - Hải Phòng     | THPT Marie Curie - Hà Nội           |
| Tứ kết         | 10  | 9/9/2018       | Chúng tôi phản đối quan niệm "Hãy theo đuổi đam mê - Thành công sẽ theo đuổi bạn"                                                                                    | THPT Quảng Xương I - Thanh Hóa       | THPT Chuyên ĐH Sư phạm - Hà Nội     |
| Tứ kết         | 11  | 23/9/2018      | Ở các nước đang phát triển, chúng tôi tin rằng những gia đình khó khăn nên tập trung toàn bộ nguồn lực cho đứa con tài giỏi nhất                                     | THPT Chuyên Hà Nội - Amsterdam       | THPT Quang Trung - Đống Đa - Hà Nội |
| Bán kết        | 12  | 30/9/2018      | Chúng tôi sẽ sống ở các quốc gia ưu tiên phát triển chỉ số kinh tế thay vì chỉ số hạnh phúc                                                                          | THPT Chu Văn An - Hà Nội             | THPT Chuyên Trần Phú - Hải Phòng    |
| Bán kết        | 13  | 14/10/2018     | Chúng tôi tin rằng mục tiêu cao cả của giáo dục là tìm kiếm việc làm                                                                                                 | THPT Chuyên ĐH Sư phạm - Hà Nội      | THPT Quang Trung - Đống Đa - Hà Nội |
| Chung kết      | 14  | 21/10/2018     | Chúng tôi sẽ phổ cập Giáo dục Trung học Phổ thông ở Việt Nam | THPT Quang Trung - Đống Đa - Hà Nội  | THPT Chu Văn An - Hà Nội            |

#### Mùa 4 (2019)
| Vòng           | Tập | Ngày phát sóng | Kiến nghị | Đội Ủng hộ                              | Đội Phản đối                           |
| -------------- | --- | -------------- | --- | --------------------------------------- | -------------------------------------- |
| Vòng loại 1/14 | 1   | 14/7/2019      | Chúng tôi tin rằng thế hệ trẻ cần có hình tượng siêu anh hùng | THPT Kim Liên - Hà Nội                  | THPT Chuyên Hùng Vương - Phú Thọ       |
| Vòng loại 1/14 | 2   | 21/7/2019      | Chúng tôi sẽ nêu tên công khai những cá nhân có hành vi gian lận trong thi cử | THPT Chuyên Nguyễn Chí Thanh - Đắk Nông | THPT Chuyên Ngoại Ngữ - Hà Nội         |
| Vòng loại 1/14 | 3   | 28/7/2019      | Chúng tôi sẽ yêu cầu các thí sinh tham dự các cuộc thi sắc đẹp phải có bằng đại học trở lên                                                                                       | THPT Chuyên Hà Nội - Amsterdam          | THPT Chuyên Nguyễn Huệ - Hà Nội        |
| Vòng loại 1/14 | 4   | 4/8/2019       | Chúng tôi phản đối việc WHO liệt nghiện game vào một dạng bệnh rối loạn tâm lý | THPT Hòn Gai - Quảng Ninh               | THPT Chuyên Nguyễn Tất Thành - Yên Bái |
| Vòng loại 1/14 | 5   | 11/8/2019      | Chúng tôi phản đối phong trào check-in khi đi du lịch | Phổ thông Năng khiếu - ĐHQG - TP.HCM    | THPT TH School                         |
| Vòng loại 1/14 | 6   | 18/8/2019      | Chúng tôi phản đối quan niệm "Con nhà người ta" | THPT Chuyên Khoa học tự nhiên - Hà Nội  | THPT Chuyên Hạ Long - Quảng Ninh       |
| Vòng loại 1/14 | 7   | 25/8/2019      | Chúng tôi phản đối công lý đám đông trên mạng xã hội | THPT Đinh Thiện Lý - TP.HCM             | THPT Chuyên Lê Hồng Phong - Nam Định   |
| Tứ kết         | 8   | 1/9/2019       | Chúng tôi phản đối việc sử dụng công nghệ trí tuệ nhân tạo thay cho giáo viên thật                                                                                                | Phổ thông Năng khiếu - ĐHQG - TP.HCM    | THPT Chuyên Nguyễn Huệ - Hà Nội        |
| Tứ kết         | 9   | 8/9/2019       | Chúng tôi ủng hộ giáo viên từ chối dạy học sinh nếu họ không muốn | THPT Đinh Thiện Lý - TP.HCM             | THPT Chuyên Hùng Vương - Phú Thọ       |
| Tứ kết         | 10  | 15/9/2019      | Chúng tôi sẽ bắt buộc học sinh THPT có chứng chỉ công việc làm thêm để có thể tốt nghiệp                                                                                          | THPT Chuyên Ngoại Ngữ - Hà Nội          | THPT Chuyên Nguyễn Tất Thành - Yên Bái |
| Tứ kết         | 11  | 22/9/2019      | Chúng tôi phản đối việc tô hồng cho những phong trào LGBT hiện tại | THPT Chuyên Hạ Long - Quảng Ninh        | THPT Chuyên Hà Nội - Amsterdam         |
| Tứ kết         | 12  | 6/10/2019      | Chúng tôi bắt buộc việc ra ở riêng sau 18 tuổi tại Việt Nam | THPT Chuyên Nguyễn Huệ - Hà Nội         | THPT Chuyên Ngoại Ngữ - Hà Nội         |
| Bán kết        | 13  | 13/10/2019     | Trong kì thi THPT Quốc gia, chúng tôi tin rằng học sinh không có lỗi khi điểm Lịch sử thấp                                                                                        | THPT Chuyên Nguyễn Tất Thành - Yên Bái  | THPT Chuyên Hà Nội - Amsterdam         |
| Bán kết        | 14  | 20/10/2019     | Nếu được chọn, chúng tôi, những đứa trẻ sinh ra vào năm 2050, sẽ chọn một thế giới mà mọi người đều tin rằng theo đuổi mục tiêu tập thể quan trọng hơn theo đuổi mục tiêu cá nhân | THPT Chuyên Nguyễn Huệ - Hà Nội         | Phổ thông Năng khiếu - ĐHQG - TP.HCM   |
| Chung kết      | 15  | 27/10/2019     | Chúng tôi phản đối việc phát triển du lịch đại chúng tại các khu di sản thế giới                                                                                                  | Phổ thông Năng khiếu - ĐHQG - TP.HCM    | THPT Chuyên Nguyễn Tất Thành - Yên Bái |

#### Mùa 5 (2020)
| Vòng           | Tập | Ngày phát sóng | Kiến nghị | Đội Ủng hộ                            | Đội Phản đối                          |
| -------------- | --- | -------------- | --- | ------------------------------------- | ------------------------------------- |
| Vòng loại 1/14 | 1   | 30/8/2020      | Chúng tôi phản đối sự phát triển của các hoạt động xã hội của học sinh - sinh viên                                                     | PTLC Wellspring - Hà Nội              | THPT Chuyên Lê Quý Đôn - Bình Định    |
| Vòng loại 1/14 | 2   | 6/9/2020       | Chúng tôi sẽ xoá bỏ tất cả các hệ thống xếp hạng Đại học                                                                               | THPT Chuyên Lào Cai - Lào Cai         | THPT Lê Trung Kiên - Phú Yên          |
| Vòng loại 1/14 | 3   | 13/9/2020      | Chúng tôi, những nhà hoạt động nữ quyền, sẽ khuyến khích phụ nữ không trang điểm                                                       | THPT Chuyên Lê Quý Đôn - Đà Nẵng      | THPT Chuyên Quốc học Huế              |
| Vòng loại 1/14 | 4   | 20/9/2020      | Chúng tôi tin rằng các cặp đôi nên chia tay khi đi du học thay vì cố gắng yêu xa                                                       | THPT Chuyên Ngoại Ngữ - Hà Nội        | THPT Hoàng Văn Thụ - Hà Nội           |
| Vòng loại 1/14 | 5   | 27/9/2020      | Chúng tôi sẽ bắt buộc con cái từ 18 tuổi trở lên trả dần khoản tiền mà cha mẹ hoặc người bảo hộ đã sử dụng để nuôi nấng họ             | THPT Chuyên Lương Thế Vinh - Đồng Nai | THPT Chuyên Hùng Vương - Phú Thọ      |
| Vòng loại 1/14 | 6   | 4/10/2020      | Giả sử chúng ta đang sống trong thế giới có sự tồn tại của siêu anh hùng, chúng tôi sẽ yêu cầu tất cả siêu anh hùng tuân thủ Pháp luật | THPT Chuyên Hạ Long - Quảng Ninh      | PTLC Marie Curie - Hà Nội             |
| Vòng loại 1/14 | 7   | 11/10/2020     | Chúng tôi phản đối các chương trình mai mối trên truyền hình                                                                           | THPT Chuyên Thái Bình                 | THPT Thực hành Sư phạm - Cần Thơ      |
| Tứ kết         | 8   | 18/10/2020     | Giả sử an ninh mạng được đảm bảo tuyệt đối, chúng tôi sẽ sử dụng tài khoản mạng xã hội thay cho chứng minh nhân dân                    | THPT Chuyên Lê Quý Đôn - Đà Nẵng      | THPT Chuyên Quốc học Huế              |
| Tứ kết         | 9   | 25/10/2020     | Chúng tôi tin rằng quốc gia đầu tiên sản xuất thành công vắc xin COVID-19 phải cung cấp công thức miễn phí cho toàn thế giới           | PTLC Wellspring - Hà Nội              | THPT Lê Trung Kiên - Phú Yên          |
| Tứ kết         | 10  | 1/11/2020      | Chúng tôi tin rằng lỗi sai của mỗi học sinh nên được giữ riêng cho học sinh đó, thay vì công khai trên lớp để rút kinh nghiệm          | THPT Thực hành Sư phạm - Cần Thơ      | THPT Chuyên Lương Thế Vinh - Đồng Nai |
| Tứ kết         | 11  | 8/11/2020      | Chúng tôi tin rằng giới trẻ nên theo đuổi lối sống tiêu dùng thay vì lối sống tiết kiệm.                                               | THPT Chuyên Ngoại Ngữ - Hà Nội        | THPT Chuyên Hạ Long - Quảng Ninh      |
| Bán kết        | 12  | 15/11/2020     | Chúng tôi phản đối xu hướng vinh danh người giàu                                                                                       | PTLC Wellspring - Hà Nội              | THPT Chuyên Lê Quý Đôn - Đà Nẵng      |
| Bán kết        | 13  | 29/11/2020     | Chúng tôi phản đối sự tư nhân hoá các trường chuyên                                                                                    | THPT Chuyên Hạ Long - Quảng Ninh      | THPT Thực hành Sư phạm - Cần Thơ      |
| Chung kết      | 14  | 20/12/2020     | Chúng tôi tin rằng từ cấp Phổ thông Trung học (THCS và THPT), trường học nên đối xử với học sinh như khách hàng                        | THPT Chuyên Hạ Long - Quảng Ninh      | PTLC Wellspring - Hà Nội              |

#### Mùa 6 (2021)
| Vòng           | Tập | Ngày phát sóng | Kiến nghị | Đội Ủng hộ                                | Đội Phản đối                         |
| -------------- | --- | -------------- | --- | ----------------------------------------- | ------------------------------------ |
| Vòng loại 1/12 | 1   | 10/10/2021     | Chúng tôi ủng hộ việc xét tuyển đại học bằng kết quả các kì thi năng lực ngoại ngữ quốc tế (IELTS, TOEFL, SAT,...)                             | THPT Chuyên Hà Nội - Amsterdam            | THPT Chuyên Nguyễn Huệ - Hà Nội      |
| Vòng loại 1/12 | 2   | 17/10/2021     | Chúng tôi phản đối phong trào giới trẻ đọc sách tự lực                                                                                         | THPT Cổ Loa - Hà Nội                      | THPT Quốc học Quy Nhơn - Bình Định   |
| Vòng loại 1/12 | 3   | 24/10/2021     | Chúng tôi phản đối việc truyền bá thông điệp "Mọi cơ thể đều là cơ thể đẹp"                                                                    | THPT Chuyên Lê Hồng Phong - TP.HCM        | THPT Chuyên Lê Quý Đôn - Đà Nẵng     |
| Vòng loại 1/12 | 4   | 31/10/2021     | Chúng tôi phản đối xu hướng gia tăng tỉ trọng của nguồn tài trợ nghiên cứu khoa học ở các trường đại học được đóng góp bởi các tổ chức tư nhân | THPT Chuyên ĐH Sư phạm - Hà Nội           | THPT Chuyên Trần Đại Nghĩa - TP.HCM  |
| Vòng loại 1/12 | 5   | 7/11/2021      | Chúng tôi phản đối văn hóa tẩy chay trên mạng xã hội                                                                                           | THPT Chuyên Nguyễn Quang Diêu - Đồng Tháp | THPT Chuyên Thái Bình                |
| Vòng loại 1/12 | 6   | 14/11/2021     | Chúng tôi sẽ không thông cảm cho nhân vật Loki trong Vũ trụ Điện ảnh Marvel                                                                    | Phổ thông Năng khiếu - ĐHQG - TP.HCM      | THPT Chuyên Ngoại Ngữ - Hà Nội       |
| Tứ kết         | 7   | 21/11/2021     | Chúng tôi phản đối quan điểm cha mẹ cho rằng con cả phải chịu trách nhiệm cho cuộc sống của con thứ                                            | THPT Quốc học Quy Nhơn - Bình Định        | THPT Chuyên Hà Nội - Amsterdam       |
| Tứ kết         | 8   | 28/11/2021     | Chúng tôi sẽ cho phép học sinh tự chọn môn học và các hoạt động giáo dục trong trường học theo ý thích                                         | THPT Chuyên Trần Đại Nghĩa - TP. HCM      | THPT Chuyên Lê Quý Đôn - Đà Nẵng     |
| Tứ kết         | 9   | 5/12/2021      | Chúng tôi phản đối việc thần tượng hóa những người trẻ tự mua được nhà                                                                         | THPT Chuyên Nguyễn Quang Diêu - Đồng Tháp | Phổ thông Năng khiếu - ĐHQG - TP.HCM |
| Bán kết        | 10  | 12/12/2021     | Chúng tôi tin rằng trường học nên dạy học sinh tranh luận với cha mẹ.                                                                          | THPT Chuyên Nguyễn Quang Diêu - Đồng Tháp | THPT Chuyên Trần Đại Nghĩa - TP. HCM |
| Bán kết        | 11  | 19/12/2021     | Chúng tôi tin rằng trường học nên xếp lớp cho học sinh dựa trên chỉ số trí tuệ cảm xúc                                                         | THPT Chuyên Hà Nội - Amsterdam            | THPT Chuyên Lê Quý Đôn - Đà Nẵng     |
| Chung kết      | 12  | 26/12/2021     | Chúng tôi sẽ bỏ kì thi chọn học sinh giỏi quốc gia                                                                                             | THPT Chuyên Lê Quý Đôn - Đà Nẵng          | THPT Chuyên Trần Đại Nghĩa - TP. HCM |

#### Mùa 7 (2022)
| Vòng           | Tập | Ngày phát sóng | Kiến nghị | Đội Ủng hộ                            | Đội Phản đối                          |
| -------------- | --- | -------------- | --- | ------------------------------------- | ------------------------------------- |
| Vòng loại 1/14 | 1   | 31/7/2022      | Chúng tôi sẽ giảm số ngày đến trường của học sinh còn 4 ngày/tuần                                                                    | THPT Chu Văn An - Hà Nội              | THPT Phan Châu Trinh - Đà Nẵng        |
| Vòng loại 1/14 | 2   | 7/8/2022       | Chúng tôi sẽ ngừng so sánh (thành tích) của bóng đá nữ với bóng đá nam                                                               | PTLC Marie Curie - Hà Nội             | THPT Chuyên ĐH Sư phạm - Hà Nội       |
| Vòng loại 1/14 | 3   | 14/8/2022      | Chúng tôi tin rằng người lớn không nên bộc lộ kì vọng của mình về con trẻ                                                            | THPT Ứng Hoà A - Hà Nội               | THPT Chuyên Lương Thế Vinh - Đồng Nai |
| Vòng loại 1/14 | 4   | 21/8/2022      | Chúng tôi sẽ áp dụng luật chỉ cho phép trẻ em dưới 18 tuổi chơi game một tiếng/ngày vào các tối cuối tuần hoặc ngày lễ               | THPT Chuyên Trần Đại Nghĩa - TP.HCM   | THPT Chuyên Hạ Long - Quảng Ninh      |
| Vòng loại 1/14 | 5   | 28/8/2022      | Chúng tôi sẽ bắt buộc các trường chuyên số hóa nội dung bài giảng và cho phép tất cả học sinh có quyền truy cập miễn phí dữ liệu này | THCS&THPT M.V.Lômônôxốp - Hà Nội      | THPT Nhân Chính - Hà Nội              |
| Vòng loại 1/14 | 6   | 4/9/2022       | Chúng tôi sẽ ưu tiên dạy văn học dựa trên kĩ năng sáng tác thay vì kĩ năng phân tích văn học                                         | THPT Thực hành Sư phạm - Cần Thơ      | THPT Gia Định - TP.HCM                |
| Vòng loại 1/14 | 7   | 11/9/2022      | Chúng tôi phản đối phong trào "Giải cứu phim Việt"                                                                                   | THPT Chuyên Hà Giang                  | THPT Chuyên Lê Hồng Phong - Nam Định  |
| Tứ kết         | 8   | 18/9/2022      | Chúng tôi phản đối sự phát triển của xu hướng thời trang bền vững.                                                                   | THPT Thực hành Sư phạm - Cần Thơ      | THPT Phan Châu Trinh - Đà Nẵng        |
| Tứ kết         | 9   | 25/9/2022      | Chúng tôi ủng hộ trường học không cạnh tranh                                                                                         | THPT Gia Định - TP.HCM                | THPT Chuyên Hạ Long - Quảng Ninh      |
| Tứ kết         | 10  | 2/10/2022      | Chúng tôi sẽ sử dụng tổ chức độc lập để xử lý các vụ bạo lực học đường thay cho nhà trường                                           | THPT Chu Văn An - Hà Nội              | THPT Chuyên Lương Thế Vinh - Đồng Nai |
| Tứ kết         | 11  | 9/10/2022      | Chúng tôi hối tiếc về sự phát triển của các tác phẩm xuyên không thuộc thể loại "dị giới" isekai trong văn hóa đại chúng             | THPT Nhân Chính - Hà Nội              | THPT Chuyên Hà Giang                  |
| Bán kết        | 12  | 16/10/2022     | Chúng tôi phản đối việc Gen Z theo đuổi chủ nghĩa khắc kỷ                                                                            | THPT Chuyên Lương Thế Vinh - Đồng Nai | THPT Phan Châu Trinh - Đà Nẵng        |
| Bán kết        | 13  | 23/10/2022     | Chúng tôi phản đối quan niệm "thử thách là chìa khóa để người trẻ phát triển"                                                        | THPT Chuyên Hạ Long - Quảng Ninh      | THPT Nhân Chính - Hà Nội              |
| Chung kết      | 14  | 30/10/2022     | Chúng tôi mong muốn sống trong thế giới mà con người không có khả năng thần tượng bất kỳ ai                                          | THPT Chuyên Hạ Long - Quảng Ninh      | THPT Phan Châu Trinh - Đà Nẵng        |

#### Mùa 8 (2025)
| Vòng           | Tập | Ngày phát sóng | Kiến nghị                                                                                 | Đội Ủng hộ                           | Đội Phản đối                     |
| -------------- | --- | -------------- | ----------------------------------------------------------------------------------------- | ------------------------------------ | -------------------------------- |
| Vòng loại 1/16 | 1   | 6/7/2025       | Trường học nên bỏ hình thức đình chỉ học tập đối với học sinh vi phạm kỉ luật             | PTLC Wellspring - Hà Nội             | THPT Phan Châu Trinh - Đà Nẵng   |
| Vòng loại 1/16 | 2   | 13/7/2025      | Bộ Giáo dục và Đào tạo nên dừng can thiệp vào quá trình tuyển sinh của các trường đại học | THPT Hòa Vang - Đà Nẵng              | THPT Chuyên Hà Nội - Amsterdam   |
| Vòng loại 1/16 | 3   | 20/7/2025      | Sáng tác văn học nên là nội dung bắt buộc trong môn Ngữ văn                               | Phổ thông Năng khiếu - ĐHQG - TP.HCM | THPT Chuyên Quốc học Huế         |
| Vòng loại 1/16 | 4   | 27/7/2025      | Văn hoá tiết kiệm bị mai một là một sự thay đổi có hại cho xã hội                         | THPT Chuyên Lê Hồng Phong - TP.HCM   | THPT Nguyễn Thượng Hiền - TP.HCM |
| Vòng loại 1/16 | 5   | 3/8/2025       | Nhà nước nên phạt cha mẹ trong trường hợp con dưới 18 tuổi vi phạm pháp luật              | PTLC Vinschool - Hà Nội              | THPT Chuyên Nguyễn Du - Đắk Lắk  |
| Vòng loại 1/16 | 6   | 10/8/2025      | Truyền thông nên ngừng ca ngợi các cá nhân có thành công đến sớm                          | THPT Chuyên Chu Văn An - Hà Nội      | THPT Chuyên Lê Quý Đôn - Gia Lai |
| Vòng loại 1/16 | 7   |                |                                                                                           |                                      |                                  |
| Vòng loại 1/16 | 8   |                |                                                                                           |                                      |                                  |
| Tứ kết         | 9   |                |                                                                                           |                                      |                                  |
| Tứ kết         | 10  |                |                                                                                           |                                      |                                  |
| Tứ kết         | 11  |                |                                                                                           |                                      |                                  |
| Tứ kết         | 12  |                |                                                                                           |                                      |                                  |
| Bán kết        | 13  |                |                                                                                           |                                      |                                  |
| Bán kết        | 14  |                |                                                                                           |                                      |                                  |
| Chung kết      | 15  |                |                                                                                           |                                      |                                  |

### Phiên bản The Debater

#### Mùa 1 (2019 - 2020)
| Vòng           | Tập | Ngày phát sóng | Kiến nghị | Đội Ủng hộ        | Đội Phản đối      |
| -------------- | --- | -------------- | --- | ----------------- | ----------------- |
| Vòng loại 1/12 | 1   | 8/12/2019      | That we applaud Greta Thunberg (Chúng tôi ủng hộ Greta Thunberg) | Rainbow World     | Chemical X        |
| Vòng loại 1/12 | 2   | 15/12/2019     | That we oppose the rise of sharing culture on social media (Chúng tôi phản đối sự phát triển của văn hóa chia sẻ trên mạng xã hội) | Debatable Piggies | Firesetters       |
| Vòng loại 1/12 | 3   | 22/12/2019     | That we reserve LGBT+ roles only for LGBT+ artist (Chúng tôi dành riêng vai diễn LGBT+ cho nghệ sĩ LGBT+) | Cà phê sữa        | Pomelo+           |
| Vòng loại 1/12 | 4   | 29/12/2019     | That it is better to choose a high-paid job that you are uninterested in than a low-paid job that you like (Thà chọn một công việc lương cao mà mình không thích còn hơn một công việc mình thích nhưng lương thấp)                               | The Ducks         | C.S.P             |
| Vòng loại 1/12 | 5   | 5/1/2020       | That we regrets the idolization of individuals who do not follow traditional education path (Bill Gates, Mark Zuckerberg...) (Chúng tôi phản đối sự thần tượng hóa các nhân vật không theo con đường giáo dục truyền thống)                       | Girls GD x Boy NK | La Victoire       |
| Vòng loại 1/12 | 6   | 12/1/2020      | That we would prefer sending old parents to nursing home to caring for them at home regardless of financial burden (Chúng tôi nên đưa cha mẹ già tới viện dưỡng lão thay vì chăm sóc tại nhà dù tình hình tài chính ra sao)                       | Moji              | Gremory           |
| Tứ kết         | 7   | 19/1/2020      | That we would believe developing countries should prioritize FDI over ODA (Chúng tôi tin rằng các nước đang phát triển nên ưu tiên nguồn đầu tư trực tiếp nước ngoài (FDI) so với nguồn viện trợ phát triển chính thức (ODA))                     | Debatable Piggies | The Ducks         |
| Tứ kết         | 8   | 26/1/2020      | That we would create a beauty tax (Chúng tôi sẽ đánh thuế sắc đẹp) | Moji              | Pomelo+           |
| Tứ kết         | 9   | 2/2/2020       | That it is justified for parents to push their children to succeed, even if it comes at the expense of their children's immediate happiness (Cha mẹ được quyền thúc đẩy con mình tới thành công dù phải trả giá bằng hạnh phúc nhất thời của con) | Chemical X        | Girls GD x Boy NK |
| Bán kết        | 10  | 9/2/2020       | That we should aggressively incentivize the minority gender to study in the fields that are dominated by opposite gender (Chúng ta nên khuyến khích nhóm giới tính thiểu số nghiên cứu các lĩnh vực được giới tính còn lại thống lĩnh)            | Debatable Piggies | Moji              |
| Bán kết        | 11  | 16/2/2020      | That we should abolish grading system in schools (Chúng ta nên xóa bỏ hệ thống thang điểm trong trường học) | Girls GD x Boy NK | Chemical X        |
| Chung kết      | 12  | 23/2/2020      | That we would let Artificial Intelligence determine humanity's future (Chúng tôi sẽ để trí tuệ nhân tạo (AI) quyết định tương lai của nhân loại)                                                                                                  | Moji              | Chemical X        |

#### Mùa 2 (2021)
| Vòng           | Tập | Ngày phát sóng | Kiến nghị | Đội Ủng hộ        | Đội Phản đối      |
| -------------- | --- | -------------- | --- | ----------------- | ----------------- |
| Vòng loại 1/12 | 1   | 7/2/2021       | That we regret the glamorization of YouTube trending (Chúng tôi lấy làm tiếc về sự ca ngợi Thẻ Thịnh Hành trên Youtube) | Ice Cream         | THX               |
| Vòng loại 1/12 | 2   | 14/2/2021      | That we welcome the Honjok culture (Chúng tôi sẽ tiếp nhận văn hóa Honjok - Độc thân) | Chocochips        | MGT               |
| Vòng loại 1/12 | 3   | 21/2/2021      | That we would abolish all House (Gryffindor, Ravenclaw, Hufflepuff, and Slytherin) at Hogwards (Chúng tôi tin rằng nên bãi bỏ hệ thống phân loại học sinh theo các nhà (Gryffindor, Ravenclaw, Hufflepuff, và Slytherin) tại trường Hogwarts)                                                                                    | CNN Breaking News | Triple Threats    |
| Vòng loại 1/12 | 4   | 28/2/2021      | That e-Sports should be included in the Olympic Games (Thể thao điện tử nên được đưa vào thi đấu tại Thế vận hội Olympic) | The Champions     | Nutcrackers       |
| Vòng loại 1/12 | 5   | 7/3/2021       | That we would increase subsidies for underprivileged families whose children have strong academic performance at school (Chúng tôi sẽ tăng khoản trợ cấp cho các hộ gia đình có hoàn cảnh khó khăn mà có con đạt được thành tích học tập tốt tại trường)                                                                         | Livel             | Circus Clowns     |
| Vòng loại 1/12 | 6   | 14/3/2021      | That we would allocate good teachers to low-ability (poor-performance) classes (Chúng tôi sẽ sắp xếp giáo viên giỏi vào dạy ở các lớp có lực học thấp (hoặc yếu).) | YUS               | Vanilla           |
| Tứ kết         | 7   | 21/3/2021      | That we regret the rise of choice feminism (Chúng tôi hối tiếc về sự phát triển của phong trào nữ quyền theo hướng ủng hộ mọi quyết định của Phụ nữ) | Chocochips        | THX               |
| Tứ kết         | 8   | 28/3/2021      | That governments of developing countries should disincentivize students from pursuing higher education overseas (Chính phủ của quốc gia đang phát triển không nên khuyến khích học sinh du học ở các bậc học cao) | Livel             | CNN Breaking News |
| Tứ kết         | 9   | 4/4/2021       | That climate change movements should prioritize constructive policy proposals over criticism and obstruction of current policies (Chúng tôi tin rằng các phong trào chống biến đổi khí hậu nên lựa chọn đưa ra các kiến nghị mang tính xây dựng thay vì chỉ trích và gây cản trở cho việc thực thi các chính sách về vấn đề này) | Vanilla           | The Champions     |
| Bán kết        | 10  | 11/4/2021      | That we regret the narrative: "Family love should be unconditional" (Chúng tôi phản đối quan niệm: "Tình yêu gia đình nên là vô điều kiện") | THX               | CNN Breaking News |
| Bán kết        | 11  | 18/4/2021      | That we would abolish primary and secondary school grades/years that group children based on age, and instead group them by competency and intelligence (Chúng ta cần loại bỏ việc phân chia lớp học tại cấp Tiểu học và Trung học cơ sở theo độ tuổi, thay vào đó xếp lớp dựa trên năng lực của học sinh)                       | Chocochips        | The Champions     |
| Chung kết      | 12  | 25/4/2021      | That we regret the glorification of Youth (Chúng tôi hối tiếc về sự Tôn vinh tuổi thanh xuân) | The Champions     | THX               |

#### Mùa 3 (2022)
| Vòng           | Tập | Ngày phát sóng | Kiến nghị | Đội Ủng hộ       | Đội Phản đối        |
| -------------- | --- | -------------- | --- | ---------------- | ------------------- |
| Vòng loại 1/12 | 1   | 10/4/2022      | That we regret the saturation coverage of youth struggles (addiction, suicide, etc.) on TV series, such as Euphoria, Sex Education, 13 Reasons Why, etc. (Chúng tôi hối tiếc về việc các bộ phim truyền hình Euphoria, Sex Education, 13 Reasons Why,... đang khắc hoạ quá chi tiết các vấn đề của giới trẻ (nghiện hút, tự tử,..)) | Lost Stars       | CNN Bumblebees      |
| Vòng loại 1/12 | 2   | 17/4/2022      | That we would ban all forms of corporal punishment of children in Vietnam (Chúng tôi sẽ cấm tất cả các hình phạt về thể xác đối với trẻ em ở Việt Nam) | D1verse          | L.A.S.E.R Chíu Chíu |
| Vòng loại 1/12 | 3   | 24/4/2022      | That we support abstinence-only sex education over comprehensive sex education in secondary schools (Chúng tôi ủng hộ giáo dục hạn chế quan hệ tình dục hơn là giáo dục giới tính toàn diện ở các trường trung học cơ sở) | High Hopes       | Kefi Squad          |
| Vòng loại 1/12 | 4   | 1/5/2022       | That we support the implementation of the "Teacher Draft" program (Chúng tôi ủng hộ việc áp dụng chương trình nghĩa vụ giáo dục bắt buộc) | Rainbow Unicorns | PBC The Avengers    |
| Vòng loại 1/12 | 5   | 8/5/2022       | That we regret the decline of tightly integrated families (Chúng tôi hối tiếc vì sự giảm sút của mô hình gia đình đa thế hệ) | ACX              | Fat Cats            |
| Tứ kết         | 6   | 15/5/2022      | That we regret the glorification of self-healing (movement) among young people (Chúng tôi hối tiếc về việc ca ngợi phong trào tự chữa lành trong giới trẻ) | Rainbow Unicorns | Kefi Squad          |
| Tứ kết         | 7   | 22/5/2022      | That schools should teach students to be respectful rather than obedient to parents (Chúng tôi tin rằng trường học nên dạy học sinh tôn trọng thay vì ngoan ngoãn tuân theo lời cha mẹ) | Ams Kira         | Lost Stars          |
| Tứ kết         | 8   | 29/5/2022      | That we oppose the dominant narrative that young people should have a dream (Chúng tôi phản đối quan niệm đang thịnh hành trong xã hội cho rằng người trẻ thì nên có ước mơ) | Fat Cats         | L.A.S.E.R Chíu Chíu |
| Bán kết        | 9   | 5/6/2022       | That we would allow the use of meta-human cure to remove the powers of meta-humans who committed (serious) crimes (Chúng tôi sẽ cho phép áp dụng thuốc giải năng lên các tội phạm có năng lực siêu nhiên (trong vũ trụ điện ảnh DC))                                                                                                | Ams Kira         | Kefi Squad          |
| Bán kết        | 10  | 12/6/2022      | That we oppose the rise of Replika (Chúng tôi phản đối sự phát triển của ứng dụng Replika) | Fat Cats         | Lost Stars          |
| Chung kết      | 11  | 26/6/2022      | That we would ban universities from disclosing alumni's salary statistics (Chúng tôi sẽ cấm các trường đại học công bố thống kê về mức lương của cựu sinh viên) | Lost Stars       | Ams Kira            |

### Một số tập đặc biệt
| Tập                        | Ngày phát sóng | Kiến nghị | Đội Ủng hộ | Đội Phản đối |
| -------------------------- | -------------- | --- | --- | --- |
| All star 2017 vs 2018      | 9/12/2018      | Nhà trường nên xử phạt học sinh có hành vi bắt nạt trên mạng xã hội | Đội 2018: Quỳnh Mai (THPT Chu Văn An) Quốc Hưng (THPT Chuyên HN - Amsterdam) Thanh Vũ (THPT Quang Trung - Đống Đa)                                                                                                  | Đội 2017: Gia Long (THPT Nhân Chính) Hà Chi (THPT Chuyên HN - Amsterdam) Lam Trà (THPT TH School)                                                                                        |
| All star 2020              | 16/8/2020      | Chúng tôi ủng hộ quan điểm cần chôn giấu cảm xúc để đạt được thành công trong sự nghiệp | Mai Anh (2019 - THPT Chuyên Ngoại Ngữ) Minh Anh (2019 - THPT Chuyên Nguyễn Tất Thành) Gia Long (2017 - THPT Nhân Chính) Ca sĩ Tóc Tiên                                                                              | Quốc Hưng (2018 - THPT Chuyên HN - Amsterdam) Vĩnh Thụy (2019 - Phổ thông Năng khiếu - ĐHQG) Lam Trà (2017 - THPT TH School) Hoa hậu Hương Giang                                         |
| Đặc biệt (UNICEF)          | 20/11/2020     | Chúng tôi sẽ ưu tiên "thích ứng" hơn là "tối thiểu" với tác động của biến đổi khí hậu | Thủy Tiên (THPT Chuyên Quốc học Huế) Gia Hân (THPT Chuyên Lê Quý Đôn - BĐ) Phương Linh (PTLC Wellspring) | Đức Huy (THPT Chuyên Ngoại ngữ) Tâm Nguyên (THPT Chuyên Lê Quý Đôn - ĐN) Minh Tâm (THPT Chuyên Hạ Long)                                                                                  |
| All star 2021              | 5/1/2022       | Chúng tôi phản đối việc coi phụ nữ là phái đẹp | Hà My (THPT Chuyên Ngoại Ngữ) Kiều Phan (THPT Chuyên Trần Đại Nghĩa - TPHCM) Bảo Châu (Phổ thông Năng khiếu - ĐHQG)                                                                                                 | Khánh Linh(THPT Chuyên Nguyễn Huệ) Pha Lê (THPT Chuyên HN - Amsterdam) Tường Vy (THPT Chuyên Lê Quý Đôn - Đà Nẵng)                                                                       |
| The Debaters All star 2022 | 3/7/2022       | Infoslide: Thanh, who was raised in a middle class family in Vietnam, is a talented debater. Upon graduation, Thanh received an offer from a famous multinational law firm which requires at least 5-year commitment. The job won't allow Thanh to have much free time to do side projects That Thanh should accept the job offer and pursue a career in law rather than becoming a freelancer in community-based debate projects (Thanh nên chấp nhận công việc và theo đuổi sự nghiệp trong ngành luật thay vì làm việc tự do với các dự án cộng đồng về tranh biện.) | Đức An (Moji) Thái An (The Champions) Hà Hùng (Moji) | Thành Minh (THX) Hà Phương (Chemical X) Minh Khôi (THX) |
| Tập đặc biệt 2023 (IOM)    | 12/3/2023      | Chúng tôi, với tư cách là Hiếu, sẽ học nghề để tìm việc trong nước thay vì đi xuất khẩu lao động | Lê Thị Thanh Thư (THPT Chuyên Trần Phú - Hải Phòng) Nguyễn Lê Phương Thuý (THPT Võ Nguyên Giáp - Quảng Bình) Nguyễn Hoàng Anh (THPT Chuyên Phan Bội Châu - Nghệ An) Mai Thị Bích Ngọc (THPT Thái Phiên - Hải Phòng) | Bùi Hương Giang (THPT Ngô Quyền - Hải Phòng) Bùi Mai Phương (THPT Chuyên Trần Phú - Hải Phòng) Võ Phạm Thiên Lam (THPT Nghèn - Hà Tĩnh) Đinh Duy Hùng (THPT Võ Nguyên Giáp - Quảng Bình) |

## Giải thưởng
- 2017 - nay: Trải nghiệm học tập 7 ngày tại Đại học Macquarie - Australia.[10]
- The Debaters: Được tham gia giải Vô địch Tranh biện Thế giới – Khu vực châu Á